# Call Me Madam (Musical)
Call Me Madam ist ein Musical von Irving Berlin. Das Buch zum Musical stammt von Howard Lindsay und Russel Crouse. Die Uraufführung fand am 12. Oktober 1950 im Imperial Theatre in New York statt.

Das Stück wurde von Leland Hayward produziert, von George Abbott geleitet und von Jerome Robbins choreografiert; die Rolle der Sally Adams spielte Ethel Merman.

Die Eröffnung im Londoner West End war am 15. März 1952 im Coliseum Theatre.

## Inhalt
Nachkriegszeit: Die Vereinigten Staaten haben gerade ein Wiederaufbauprogramm für das zerstörte Europa aufgelegt – den Marshallplan. Ein Teil des Planes besteht in der Versorgung der europäischen Volkswirtschaften mit Darlehen. Doch nicht alle Staaten wollen, können bzw. dürfen an diesem Programm teilnehmen.
Es handelt sich hier um eine Art Ein Yankee an König Artus’ Hof–Geschichte in einer Lehár-/-Kálmán-Operetten-Kulisse.
Sally Adams ist Millionärs-Witwe (im besten Alter) und Veranstalterin (Hostess) von Soirées, bei denen sich die gesamte Washingtoner Politikprominenz einfindet. Diesen Umstand hat sie es zu verdanken, dass sie US-Botschafterin in dem kleinen europäischen Herzogtum Lichtenburg („wo zur Hölle ist das?“) wird. Dort geht es nun darum, ob das Land ein US-Darlehen annehmen sollte oder nicht.  Gerade Außenminister und Premierminister in spe Cosmo Constantine, der Mann, auf den sie ein Auge geworfen hat, lehnt dies ab. Bis nun Lichtenburg seinen Kredit, Sally ihren Cosmo und Sallys junger, gut aussehender Adjutant seine Prinzessin Maria bekommt, gibt es dank Sally einige Verstimmungen bei Hofe und die ersten freien Wahlen seit 20 Jahren.

## Bekannte Musiknummern
- The Hostess With the Mostes’ on the Ball
- It’s a Lovely Day Today
- You’re Just in Love

## Verfilmung
Das Musical wurde 1953, ebenfalls unter dem Titel Call Me Madam von Walter Lang verfilmt. Der deutsche Filmtitel lautet Madame macht Geschichte(n).

## Sonstiges
- Die Handlung wurde inspiriert durch die amerikanische Society-Lady und politische Gastgeberin Perle Mesta, die Präsident Harry S. Truman 1949 zur Botschafterin in Luxemburg ernannte.  Diese wirkte auch titelgebend: Auf die Frage, welche Anrede sie bevorzuge, soll sie geantwortet haben: „Call me Madam Minister“. Dies wurde dann verkürzt auf „Call Me Madam“.

- Das Musical wurde auf den großen Broadway-Musical-Star Ethel Merman zugeschnitten, die 1953 auch die Hauptrolle in der gleichnamigen Verfilmung übernahm.

## Auszeichnungen
Tony Awards 1951
- Beste Hauptdarstellerin in einem Musical (Ethel Merman)
- Bester Nebendarsteller in einem Musical (Russell Nype)
- Beste Originalmusik (Irving Berlin)

Tony Awards 1952
- Beste Bühnentechnik (Pete Feller)

Theatre World Award 1951
- Russel Nype